# موداليار
موداليار (ويتم تهجئتها بدلاً من ذلك: مودهاليار، موذاليار، مودر، مودهر، موذر، مودالي،مودهالي، موذالي أو مودلي) هو لقب استخدم من قبل الأشخاص ينتمون إلى مختلف الطوائف التاميلية .  تتحدث الطوائف التي تستخدم اللقب التاميلية كلغتهم الأم. تم استخدم اللقب في الغالب بين التاميليين من تاميل نادو وسريلانكا ، ومنح هذا اللقب لضابط عسكري رفيع المستوى. 
استخدم اللقب بشكل أساسي من قبل مجتمعات مثل الآجامودايار و الكارايار و السينغونذار والفيلالار.    تبنت المجتمعات الأخرى هذا اللقب كوسيلة لتقديم نفسها على أنها في مركزاجتماعي أعلى من الذي كانوا ينتمون له بالفعل. 

## أصل الكلمة
إن اللقب مشتق من الكلمة التاميلية موذال أو موذار التي تعني أولاً مع اللاحقة يار للدلالة على الأشخاص .  يتم استخدام اللقب بنفس المعنى الذي يعني ببساطة القائد . 